# Achatia funebris
Achatia funebris är en fjärilsart som beskrevs av Köhler 1947. Achatia funebris ingår i släktet Achatia och familjen nattflyn. Inga underarter finns listade i Catalogue of Life.